# Xian de Wuhu
Le xian de Wuhu (芜湖县 ; pinyin : Wúhú Xiàn) est un district administratif de la province de l'Anhui en Chine. Il est placé sous la juridiction de la ville-préfecture de Wuhu.

## Démographie
La population du district était de 535 582 habitants en 1999.